# Plagiothecium euryphyllum
Plagiothecium euryphyllum là một loài Rêu trong họ Plagiotheciaceae. Loài này được (Cardot & Thér.) Z. Iwats. miêu tả khoa học đầu tiên năm 1970.